# 연천 예비군 훈련장 폭발 사건
연천 예비군 훈련장 폭발 사고(漣川豫備軍訓鍊場爆發事故)는 1993년 6월 10일 대한민국 육군 155mm 포 사격장(경기도 연천군 연천읍 소재)에서 수도군단 제967포병대대가 당월 동원예비군 포사격 훈련을 하던 중 폭발사고가 일어나 현역 장병, 예비군 피훈련자 등 20명이 사망한 사고를 말한다.
이 사고로 6월 15일 권영해 국방부장관은 해당 여단장 김정웅 준장을 보직해임하고, 967대대장 배두용 중령, 통제단장 윤점복 중령, 당시 훈련장 통제관인 김인남 대위 등을 구속하였다. 한편 대한민국 국방부 산하 국방과학연구소 및 미8군 합동으로 사고 원인을 조사, 파견하여 고폭탄에 결합하는 신관을 조작하는 과정에서 무리하게 취급하였거나, 신관자체의 악작용결함 등의 불량 등에 의한 것으로 결론내렸다.

## 논란
1993년 6월 10일 연천 동원 예비군 훈련장에서 포사격 훈련 중 폭탄이 터져 예비군 16명, 현역 4명 등 모두 20명이 숨지고 5명이 중상을 입었다. 1개 포반은 보통 8∼9명으로 구성되나 당시 예비군들은 모두 23명이 편성되었으며 안전교육도 제대로 실시되지 않았다. 당시 권영해 국방부 장관은 여단장 이하 간부들을 파면, 구속시켰지만 예비군 훈련의 안전성에 대한 의심과 의혹은 계속되었다.
연천 예비군 훈련장 폭발 사고를 계기로 예비군의 군사 주특기 등을 고려하지 않는 동원지정에 대한 비판여론도 나타났다. 일부 군사 주특기는 상당한 전문성이 요구되는 포사격이었음에도 불구하고, 사고를 당한 예비군 대부분은 포병이 아닌 보병이나 다른 병과 주특기를 가진 사람들이 많았다. 예비군을 교육하는 조교는 현역 1명과 방위병 2명이었는데, 방위병의 경우 포에 대한 지식이 없어 고작 인원점검과 담배피지 말라는 안전교육 이외에는 현장에서 할 수 있는 일이 없었다는 점이 지적되었다.
이 사고는 예비군과 관련된 모든 문제를 드러낸 계기가 되었다. 더구나 당시 예비군의 수는 동원 270만, 일반 169만 등 430만에 달해 방대한 행정관리가 요구되고 있었다.

## 기타
한편 폭파사고 당시 예비군훈련에 참가했던 인천 북구 부평동에서 온 박모 씨가 7일이 넘도록 귀가하지 않아 가족들이 신고, 군 당국이 수색하기도 했다.

## 같이 보기
| - 연천 군부대 총기난사 사건 - 폭파 사고 - 연천군 - 징병제 - 대한민국의 징병제 - 모병제 - 인권 - 인권 침해 - 자유 | - 대한민국 국군 - 대한민국 육군 - 대한민국 예비군 - 대한민국 향토예비군 - 신념에 의한 병역 거부 - 예비군 반대 운동 - 강화도 해병대 총기 난사 사건 - 양주 군부대 총기 난사 사건 |